# Трапеція (фільм, 1970)
«Трапеція» (рос. «Трапеция») — російський радянський фільм-балет 1970 року режисерів Фелікса Слідовкера та Віктор Смирнова-Голованова на музику Сергія Прокоф'єва.

## Сюжет
Дія відбувається в цирку. Дівчинка мріє виступити в цирковій виставі...

## У ролях
Артисти цирку
- Катерина Максимова
- Володимир Васильєв
- Людмила Власова
- Віктор Смирнов-Голованов

Музиканти
- Михайло Хейфец
- Лев Михайлов
- В. Соколова
- Георгій Капітонов
- Родіон Азархін
- Сергій Сапожніков

## Творча група
- Режисери: Фелікс Слідовкер, Віктор Смирнова-Голованова
- Оператор: Фелікс Кефчіян
- Композитор: Сергій Прокоф'єв